# Гара (Мађарска)
Гара (мађ. Gara) је село у Мађарској, јужном делу државе. Село управо припада Бајском срезу Бач-Кишкунске жупаније, са седиштем у Кечкемету.

## Природне одлике
Насеље Гара налази у крајње јужном делу Мађарске, уз државну границу са Србијом. Најближи већи црад је Баја.
Историјски гледано, село припада крајње северном делу Бачке, који је остало у оквирима Мађарске (тзв. „Бајски троугао”). Подручје око насеља је равничарско (Панонска низија), приближне надморске висине око 95 m. Западно од насеља почиње област Подунавља.

## Становништво
Према подацима из 2013. године Гара је имала 2.359 становника. Последњих година број становника опада.
Претежно становништво у насељу су Мађари римокатоличке вероисповести. У селу су и даље присутни Немци (6%) и Буњевци (7%), али уз значајно мањем броју него почетком 20. века.